# Brenneholmen
Ne doit pas être confondu avec Brenneholmen (Kvinnherad).
Brenneholmen est une île norvégienne du comté de Hordaland appartenant administrativement à Bømlo.

## Description
Rocheuse et couverte d'arbres, à fleur d'eau, elle s'étend sur environ 218 m de longueur pour une largeur approximative de 127 m.